# Crush and Blush
Cush and Blush (Hangul: 미쓰 홍당무; phiên âm: Misseu Hongdangmu; lit. "Miss Hongdangmu" hay "Miss Carrot") là một bộ phim điện ảnh Hàn Quốc sản xuất năm 2008, đây là bộ phim điện ảnh đầu tay của đạo diễn Lee Kyong Mi và cũng là bộ phim đầu tiên sản xuất bởi Park Chan-wook.
Crush and Blush chiếu tại Liên hoan phim quốc tế Pusan lần thứ 13, và tiếp tục phát hành chung tại Hàn Quốc vào ngày 16 tháng 10 năm 2010.

## Nội dung
Yang Mi Sok từng là giáo viên dạy tiếng Nga,cô mắc chứng đỏ mặt, nhất là mỗi khi tức giận, khóc....khuôn mặt lại càng rực màu cà rốt.Trong 10 năm, Mi Sok thầm thương Seo Jong-cheol-thầy cũ của cô ấy và bây giờ đã kết hôn và có con gái,Mi Sok cảm thấy rất hụt hẫng khi biết Lee Yo ri-bạn đồng nghiệp của mình đang hẹn hò với Jong cheol. Mi - sook và con gái Jong cheol là Jong Hee cố ngăn cản họ tới với nhau, Jong Hee và Mi Sok ở cạnh nhau và tạo thành một liên minh khó tin.Jong Hee vì gia đình còn Mi Sok là vì người mình cảm mến.
Diễn viên Gong Hyo Jin đã đạt giải thưởng nữ diễn viên xuất sắc nhất giải thưởng điện ảnh Hàn Quốc năm 2008.Hyo Jin rất vui mừng vì đã vượt qua được nhiều gương mặt nữ diễn viên gạo cội và xuất sắc.

## Diễn viên
Gong Hyo-jin vào vai Yang Mi-sok.
- Seo-wook vào vai Seo Jong-hee
- Lee Jong-hyuk vào vai Seo Jong-cheol
- Hwang Woo-seul-hye vào vaii Lee Yoo-ri
- Bang Eun-jin vào vai Seong Eun-gyo
- Bong Joon-ho vào vai giáo viên (khách mời)

## Giải thưởng và đề cử
2008: Giải thưởng nghệ thuật rồng xanh
Kịch bản hay nhất - Lee Kyoung-mi
Đạo diễn mới xuất sắc nhất - Lee Kyoung-mi
Đề cử - Nữ diễn viên xuất sắc nhất - Gong Hyo-jin
Đề cử - nhất Nữ diễn viên mới - Seo Woo
Đề cử - nhất Nữ diễn viên mới - Hwang Woo Seul Hye
2008:Giải thưởng phim Hàn Quốc
Nữ diễn viên xuất sắc nhất - Gong Hyo-jin
Diễn viên mới xuất sắc nhất - Seo Woo

## Phát hành
Crush and Blush đã ra mắt thế giới tại Liên hoan phim quốc tế Pusan lần thứ 13, mà chạy từ ngày 02-ngày 10 Tháng mười, năm 2008. Sau khi phát hành tại sân khấu của mình vào 16 tháng 10 năm 2008, nó đã thu hút 532.323lượt xem và thu về tổng cộng của 2.628.300 $Mĩ.